# Sault (Vaucluse)
Sault ist eine französische Gemeinde im Département Vaucluse in der Region Provence-Alpes-Côte d’Azur. Die Gemeinde hat 1.348 Einwohner (Stand 1. Januar 2022). Sie gehört zum Kanton Pernes-les-Fontaines im Arrondissement Carpentras.

## Geografie
Sault liegt etwa 15 Kilometer südöstlich des Mont Ventoux, des höchsten Berges der Provenzalischen Voralpen. Die Gemeinde liegt im Pays de Sault, 41 Kilometer östlich von Carpentras und 28 Kilometer nördlich von Apt. Das Gemeindegebiet gehört zum Regionalen Naturpark Mont-Ventoux. Die Gemeinde wird von den Flüssen Nesque und seinem Nebenfluss Croc tangiert.
Das Dorf liegt auf einem Hügel, der eine Höhe von 766 Metern erreicht. Durch seine Lage ist es Ausgangspunkt zu diversen Natursehenswürdigkeiten: In der Nähe befinden sich neben dem Mont Ventoux die Gorges de la Nesque, das Toulourenctal und das Plateau d’Albion.

## Geschichte
Eine kurze Blüte hatte "Saltus" in der Karolingerzeit: Im Jahr 859 berief König Karl (der Provence) in loco que dicitur Saltus eine Art „Reichsversammlung“ ein. Über dieses Ereignis berichten die Regesta Imperii ausführlich.

### Bevölkerungsentwicklung
| Jahr      | 1962 | 1968 | 1975 | 1982 | 1990 | 1999 | 2008 | 2018 |
| Einwohner | 1160 | 1320 | 1230 | 1231 | 1206 | 1171 | 1330 | 1373 |

Die Gemeinde hatte im 18. und 19. Jahrhundert noch mehr als 2500 Einwohner.

## Sehenswürdigkeiten
- Bourg: Die einzigartigen Läden vom Anfang des 20. Jahrhunderts und die soustés (überdachte Passagen) tragen stark zum Charme der Innenstadt bei. Die Verklärungskirche ist weitgehend romanisch. Die drei Kapellen, die sich zum Chorraum hin öffnen, und das Westportal stammen aus dem 14. Jahrhundert. Der Glockenturm im romanischen Stil stammt erst aus dem Jahr 1624. Der Bau wurde im 19. Jahrhundert erweitert.[4]
- Museum: Es wurde 1859 von ein paar passionierten Amateuren gegründet und vereint Naturkunde, Paläontologie, Archäologie und Numismatik mit Werkzeugen der einheimischen Landwirtschaft, einer Reihe von Porträts von Évariste Bernardi de Valernes und einer ägyptischen Sammlung.[4]

Der als „Wolfsaltar“ oder „Hôtel du Loup“ bekannte neolithische Dolmen in Sault ist mit dem Dolmen de l’Ubac in Goult und dem Dolmen de la Pichone in Ménerbes einer von nur drei Dolmen im Vaucluse.

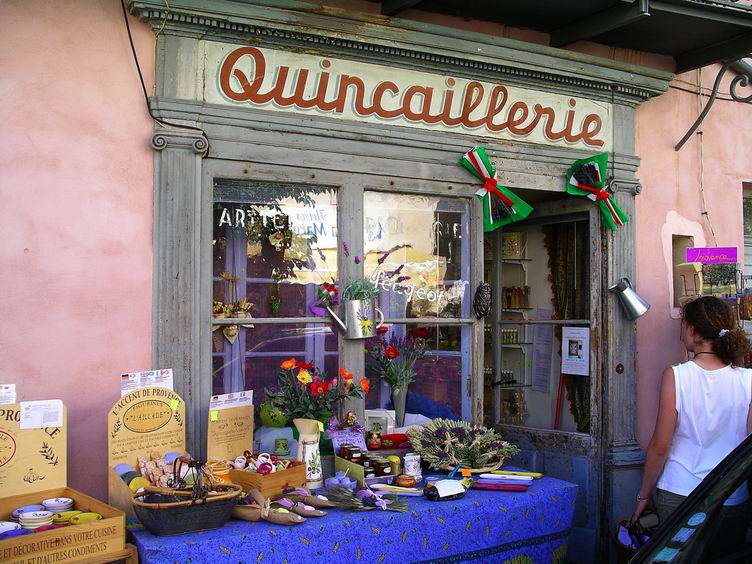
Laden in Sault
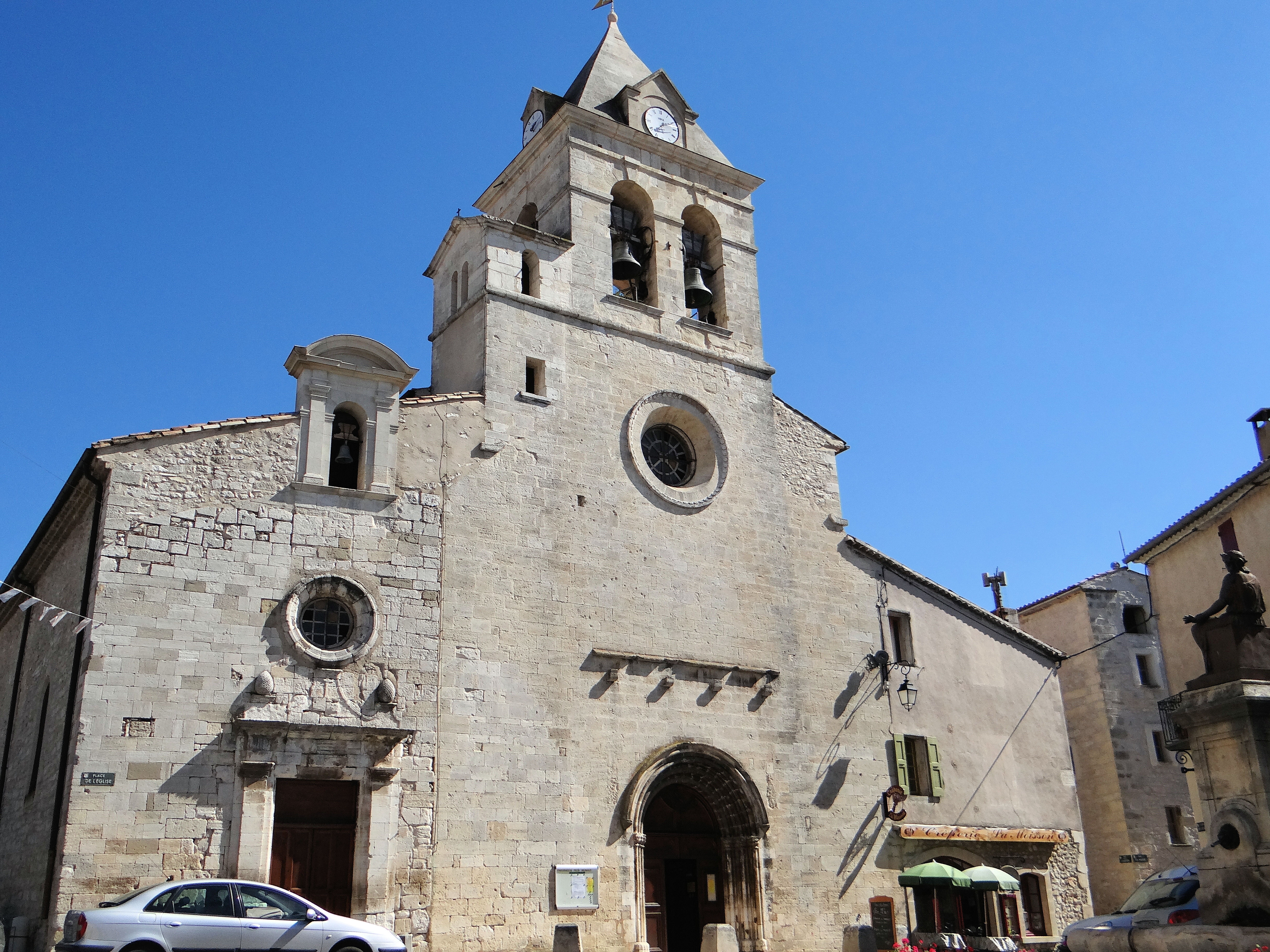
Kirche Notre-Dame-de-la-Tour
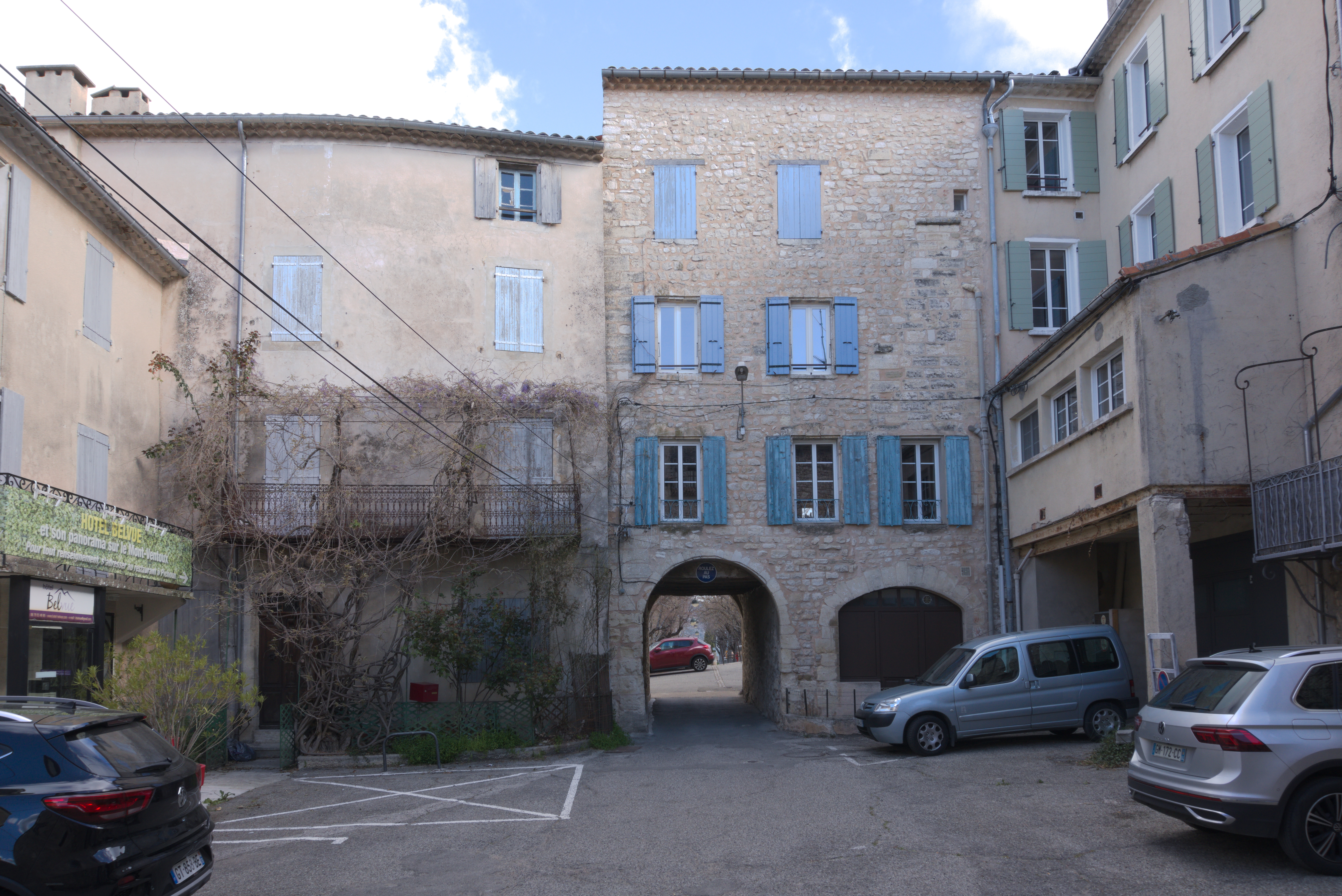
Innenhof des ehemaligen Schlosses

## Persönlichkeiten
- Alain Goma (* 1972), Fußballspieler